# 日の出駅
日の出駅（ひのでえき）は、東京都港区海岸二丁目にある、東京臨海新交通臨海線（ゆりかもめ）の駅である。駅番号はU 04。
東京港2号埋立地にあり、防潮堤より海側のため、高潮警戒時にゲートが閉鎖されると孤立する。

## 歴史
- 1995年（平成7年）11月1日 - 開業[1][2]。

### 駅名の由来
当駅が採った「日の出」の名は、東京港の「日の出桟橋（日の出埠頭）」が付近にあることによる。これと別に東京都内では「日の出町」も西部に所在しているが、そちらに鉄道の駅はなく当地とは無関係である（ただし、同地にもJR五日市線の各駅から徒歩圏内の地域はある）。

## 駅構造
島式ホーム1面2線の高架駅。

### のりば
| 番線 | 路線       | 行先     |
| ---- | ---------- | -------- |
| 1    | ゆりかもめ | 豊洲方面 |
| 2    | ゆりかもめ | 新橋方面 |

竹芝駅寄りに待避線を兼ねた上下渡り線が設置されている。試運転や運行障害など非常時用として設置されているもので普段は使われることは滅多に無いが、臨時列車で使用されることもある。かつて冬季に運行されていた臨時の「夜景列車」では、有明方面から走ってきた列車がこの渡り線を使って夜景見物のために待避線でしばらく停車した後に豊洲駅方面に折り返し運転をするダイヤが設定されていた。

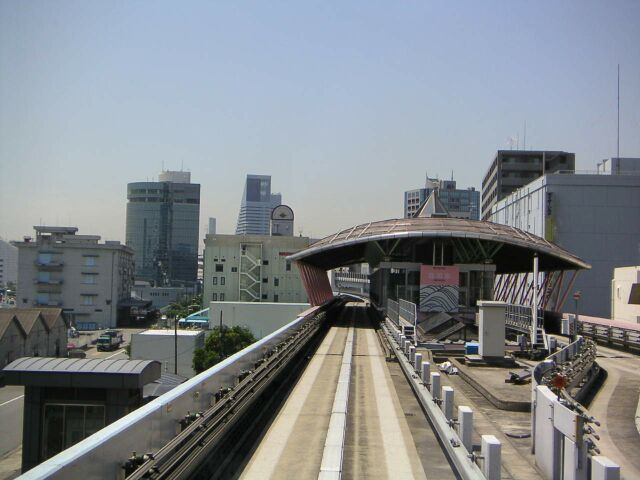
走行中の車内から（2004年6月4日）
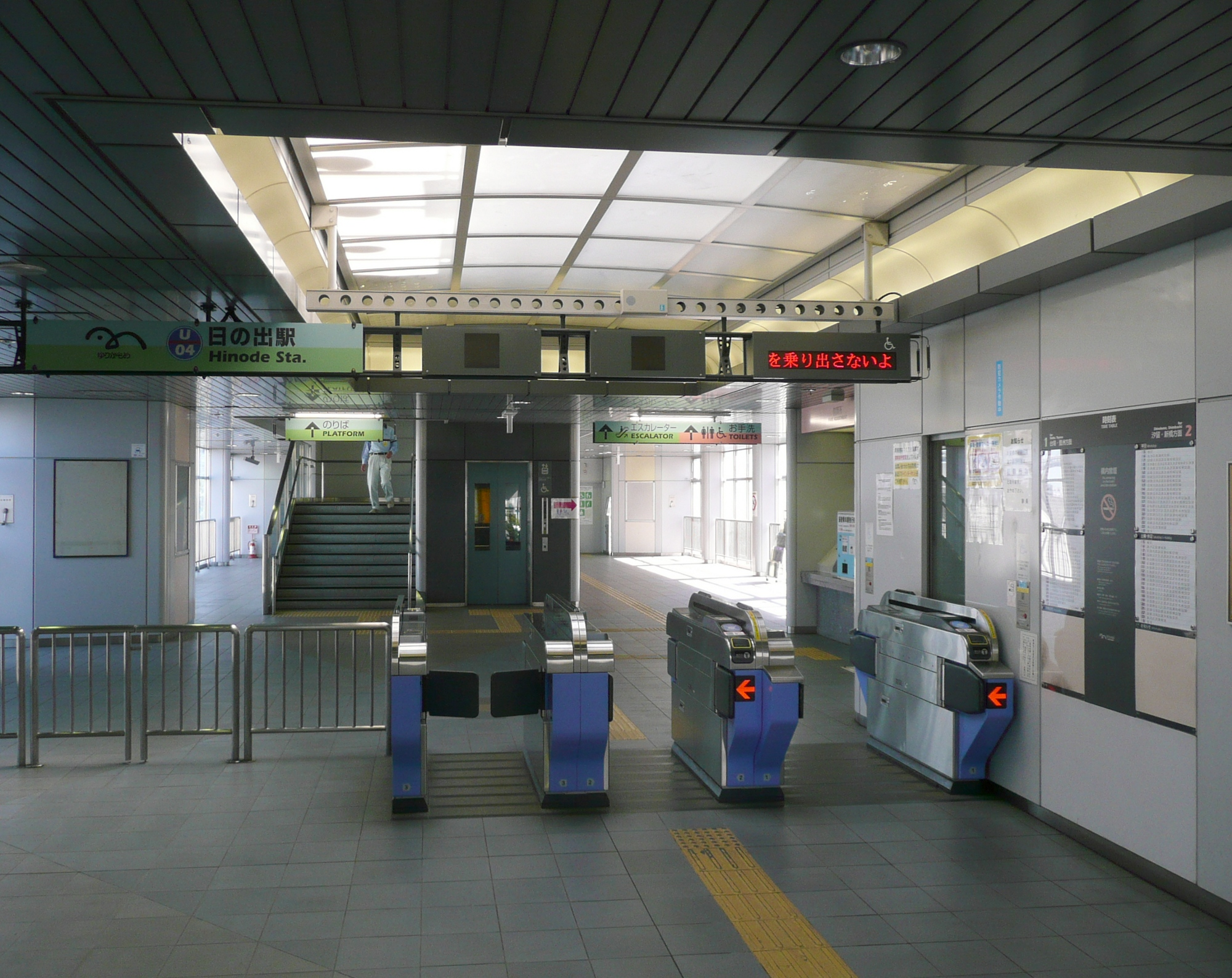
改札口（2010年6月）
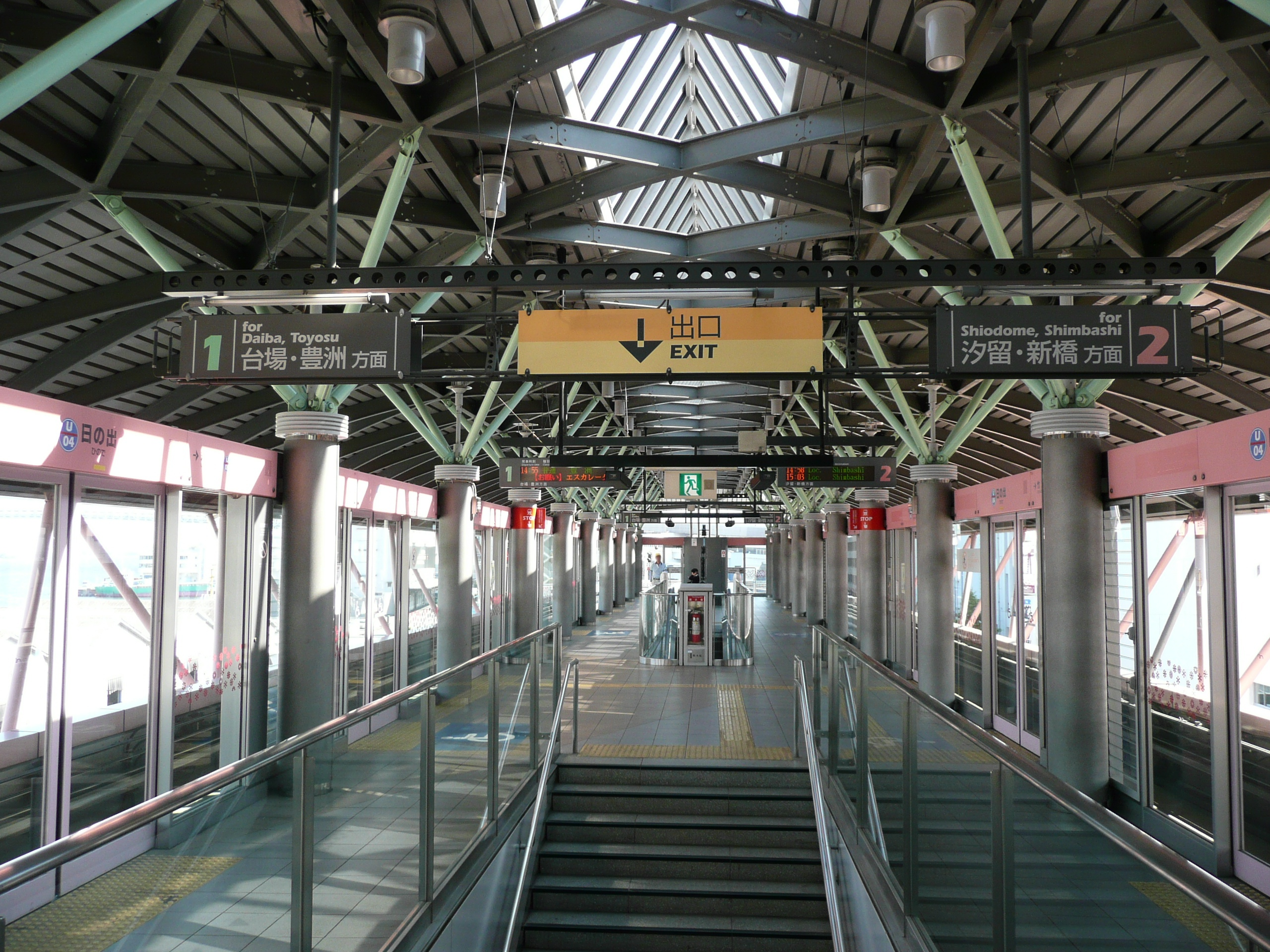
ホーム（2010年6月）

## 利用状況
2023年度の1日平均乗降人員は2,405人である。
開業以来の1日平均乗降・乗車人員推移は下記の通り。
| 年度               | 1日平均 乗降人員 | 1日平均 乗車人員 | 出典     |
| ------------------ | ---------------- | ---------------- | -------- |
| 1995年（平成07年） |                  | 1,112            | [ * 1 ]  |
| 1996年（平成08年） |                  | 910              | [ * 2 ]  |
| 1997年（平成09年） |                  | 847              | [ * 3 ]  |
| 1998年（平成10年） |                  | 663              | [ * 4 ]  |
| 1999年（平成11年） |                  | 978              | [ * 5 ]  |
| 2000年（平成12年） |                  | 896              | [ * 6 ]  |
| 2001年（平成13年） |                  | 967              | [ * 7 ]  |
| 2002年（平成14年） |                  | 973              | [ * 8 ]  |
| 2003年（平成15年） |                  | 1,107            | [ * 9 ]  |
| 2004年（平成16年） | 2,043            | 1,082            | [ * 10 ] |
| 2005年（平成17年） | 2,266            | 1,126            | [ * 11 ] |
| 2006年（平成18年） | 2,271            | 1,207            | [ * 12 ] |
| 2007年（平成19年） |                  | 1,205            | [ * 13 ] |
| 2008年（平成20年） |                  | 1,132            | [ * 14 ] |
| 2009年（平成21年） |                  | 1,043            | [ * 15 ] |
| 2010年（平成22年） | 2,271            | 1,148            | [ * 16 ] |
| 2011年（平成23年） | 2,055            | 1,027            | [ * 17 ] |
| 2012年（平成24年） | 2,241            | 1,112            | [ * 18 ] |
| 2013年（平成25年） | 2,140            | 1,068            | [ * 19 ] |
| 2014年（平成26年） | 2,129            | 1,071            | [ * 20 ] |
| 2015年（平成27年） | 2,257            | 1,128            | [ * 21 ] |
| 2016年（平成28年） | 2,227            | 1,121            | [ * 22 ] |
| 2017年（平成29年） | 2,271            | 1,140            | [ * 23 ] |
| 2018年（平成30年） | 2,414            | 1,214            | [ * 24 ] |
| 2019年（令和元年） | 2,322            | 1,158            | [ * 25 ] |
| 2020年（令和02年） | 1,251            |                  |          |
| 2021年（令和03年） | 1,584            | 805              |          |
| 2022年（令和04年） | 2,015            | 1,027            |          |
| 2023年（令和05年） | 2,405            | 1,219            |          |

備考
1. ↑  1995年11月1日開業。開業日から1996年3月31日までの計152日間を集計したデータ。

## 駅周辺
- シーバンス
- 浜松町ビルディング
- ヤナセ 本社
- 日の出桟橋
- 東京都観光汽船
- シーライン東京

## バス路線
最寄り停留所は、海岸通りにある日の出桟橋入口である。以下の路線が乗り入れ、東京都交通局、港区コミュニティバス『ちぃばす』（芝浦港南ルート）が運行されている。また、JRバス関東が運行する無料巡回バス「JR竹芝 水素シャトルバス」が日の出桟橋内にある日の出ふ頭停留所に停車する。
日の出桟橋入口
- 浜95：品川駅港南口行 / 東京タワー行
- 港区コミュニティバス『ちぃばす』芝浦港南ルート：品川駅港南口行

日の出ふ頭
- 「JR竹芝 水素シャトルバス」（無料）東京タワー（一部便のみ）・東京駅丸の内南口方面

## 隣の駅
ゆりかもめ
 東京臨海新交通臨海線（ゆりかもめ）
竹芝駅 (U 03) - 日の出駅 (U 04) - 芝浦ふ頭駅 (U 05)

#### 利用状況に関する資料
ゆりかもめの1日平均利用客数
1. 1 2 3 4 5  “日の出｜駅・時刻表｜株式会社ゆりかもめ”.   ゆりかもめ. 2024年7月20日時点のオリジナルよりアーカイブ。2024年7月20日閲覧。
2. ↑  “令和2年度 移動等円滑化取組報告書” (PDF).   ゆりかもめ. 2021年8月19日閲覧。
3. 1 2  “日の出｜駅・時刻表｜株式会社ゆりかもめ”.   ゆりかもめ. 2023年3月2日時点のオリジナルよりアーカイブ。2024年7月20日閲覧。
4. 1 2  “日の出｜駅・時刻表｜株式会社ゆりかもめ”.   ゆりかもめ. 2023年8月2日時点のオリジナルよりアーカイブ。2023年7月2日閲覧。

東京都統計年鑑
1. ↑  平成7年
2. ↑  平成8年
3. ↑  平成9年
4. ↑  平成10年 (PDF)
5. ↑  平成11年 (PDF)
6. ↑  平成12年
7. ↑  平成13年
8. ↑  平成14年
9. ↑  平成15年
10. ↑  平成16年
11. ↑  平成17年
12. ↑  平成18年
13. ↑  平成19年
14. ↑  平成20年
15. ↑  平成21年
16. ↑  平成22年
17. ↑  平成23年
18. ↑  平成24年
19. ↑  平成25年
20. ↑  平成26年
21. ↑  平成27年
22. ↑  平成28年
23. ↑  平成29年
24. ↑  平成30年
25. ↑  令和元年